# سینت ماریس (جورجیا)
سینت ماریس، جورجیا (به انگلیسی: St. Marys, Georgia) یک شهر در ایالات متحده آمریکا با جمعیت ۲۹٬۹۸۶ نفر است که در جورجیا واقع شده‌است.

## موقعیت جغرافیایی
موقعیت جغرافیایی شهرها و مناطق اطراف به شرح زیر است: